# Charlie Black
Charles Bradford Black jr., detto Charlie (Arco, 15 giugno 1921 – Rogers, 22 dicembre 1992), è stato un cestista statunitense, professionista nella NBL, nella BAA, nella NBA e nella NPBL.